# Саллі Гарднер у галопі
«Кінь у русі» (англ. Horse in Motion) — серія з шести картотек, створених Едвардом Майбріджем. Кожна картотека складається з шести-дванадцяти хронофотографічних знімків, що зображують рух коня. Мейбрідж зняв фотографії в червні 1878 року. Всесвітню популярність здобула картотека «Саллі Гарднер у галопі» (англ. Sallie Gardner at a Gallop).
Ця серія і подальші подібні експерименти з хронофотографією є важливим кроком у розвитку кінематографа. Фотографії надруковано у випуску журналу Scientific American 19 жовтня 1878 року.
Знімання Майбріджу замовив Ліленд Стенфорд, промисловець і верхівець, який уклав парі з двома приятелями, що під час галопу є моменти, коли кінь не торкається землі жодним з копит. Довести це можна було тільки за допомогою фотографії, оскільки людське око не здатне стежити за швидкими рухами коня. На знімках видно, що всі чотири ноги в якійсь фазі руху дійсно одночасно не торкаються землі, хоча це відбувається тільки тоді, коли кінцівки «зібрані» під тілом, а не «витягнуті» вперед і назад, як це зображали в живопису.

## Картотеки
Картотеки захищені авторським правом 1878 року.
| Опис | Кадри | Дата           | Номер картотеки в книзі 1881 року |
| --- | ----- | -------------- | --------------------------------- |
| «Ейб Еджингтон» (англ. Abe Adgington), кінь Ліленда Стенфорда; вершник С. Мартін, хода риссю дорогою Пало-Альто | 12    | 15 червня 1878 | 34                                |
| «Ейб Еджингтон», хода риссю дорогою Пало-Альто                                                                  | 8     | 18 червня 1878 | 28                                |
| «Ейб Еджингтон», хода риссю тією ж дорогою                                                                      | 6     | 18 червня 1878 | 8                                 |
| «Магомет» (англ. Mahomet), кінь Ліленда Стенфорда; вершник Г. Домм, хода тією ж дорогою                         | 8     | 17 червня 1878 | 16                                |
| «Саллі Гарднер»; вершник Г. Домм, хода галопом, ферма Л. Стенфорда                                              | 12    | 19 червня 1878 | 43                                |
| «Оксидент» (англ. Occident), кінь Ліленда Стенфорда; вершник С. Мартін, хода риссю                              | 12    | 20 червня 1878 | 35                                |

Існують різні версії картотек з деякими відмінностями. Деякі з них дуже відредаговані, кінь і вершник на них зображені як темні силуети, тоді як інші версії зберігають більше від оригінальних фотографічних зображень (пор., наприклад, обидві ілюстрації Саллі Гарднер у цій статті).
Одна версія «Ейба Еджингтона» також датується 11 червня 1878 року замість 15 червня 1878 року. Дехто вважає, що дія відбувалася на іподромі Стенфорда в Менло-парк, а не на дорозі Пало-Альто.
Картотеки також випущено в Німеччині з назвою Das Pferd im Bewegung і у Франції з назвою Les Allures du Cheval.

## Розробка

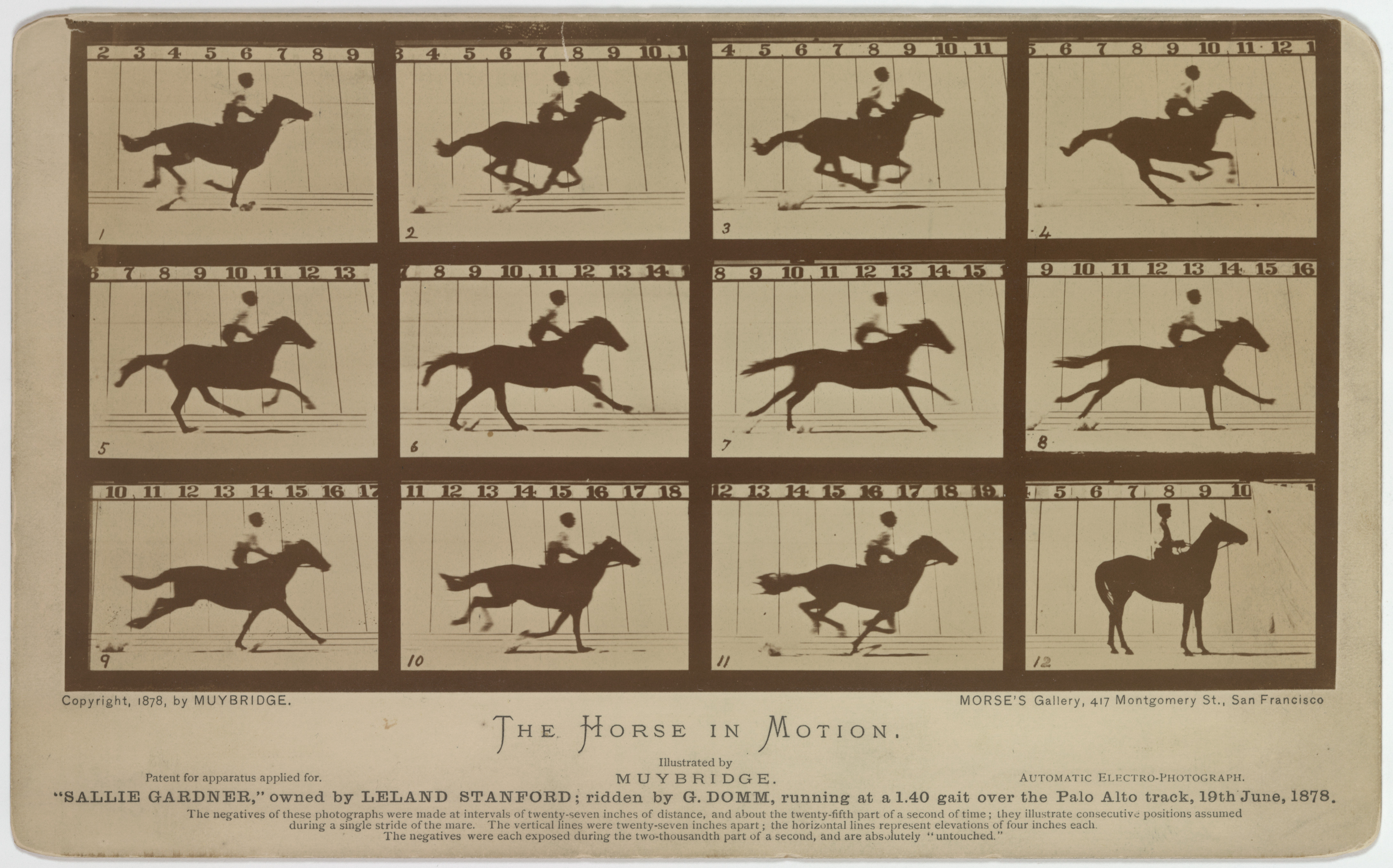

Ліленд Стенфорд мав велику ферму, де він розводив і навчав коней, які брали участь у перегонах. Його цікавила їхня хода. За однією з версій, крім загального інтересу до скакунів з боку забезпечених людей того часу, увагу Стенфорда до цього питання викликало те, що він уклав з цього приводу парі на суму 25 000 доларів, а згідно з іншою, він хотів перевірити результати дослідження французького фізіолога і винахідника Етьєна-Жуля Маре, який 1868 року досліджував рух коня, що йде галопом. За його графіками, створеними 1870 року, рисувальники могли відновити положення коня за різних алюрів. Їх вигравірували і вони обійшли «весь світ конярів», потрапивши до Каліфорнії 1872 року.
Стенфорд найняв фотографа Едварда Майбріджа 1872 року, коли він хотів сфотографувати свого улюбленого коня в галопі. Спочатку Майбрідж вважав, що неможливо зробити хороший знімок коня в русі, але після декількох невдалих спроб йому вдалося отримати задовільний результат.
У липні 1877 року Майбрідж намагався задовольнити вимоги Стенфорда серією чітких фотографій коня на кличку Оксидент під час його руху з гоночною швидкістю на іподромі Юніон Парк у Сакраменто, Каліфорнія. Він зафіксував коня на фотографії з усіма чотирма ногами над землею. Один з відбитків фотографії надіслали в місцеву каліфорнійську пресу, але оскільки виявилося, що негатив фотографії відретушовано, преса не стала публікувати знімок. Проте, оскільки ретушування негатива вважалося в той час прийнятною практикою, завдяки цій фотографії Майбрідж отримав нагороду на дванадцятій промисловій виставці в Сан-Франциско.
Наступного року Стенфорд дав завдання Майбріджу: використати декілька камер, щоб сфотографувати коня в галопі на фермі Пало-Альто. 15 червня 1878 року в присутності преси Майбрідж сфотографував коня на ім'я Саллі Гарднер, вирощеного в штаті Кентуккі.

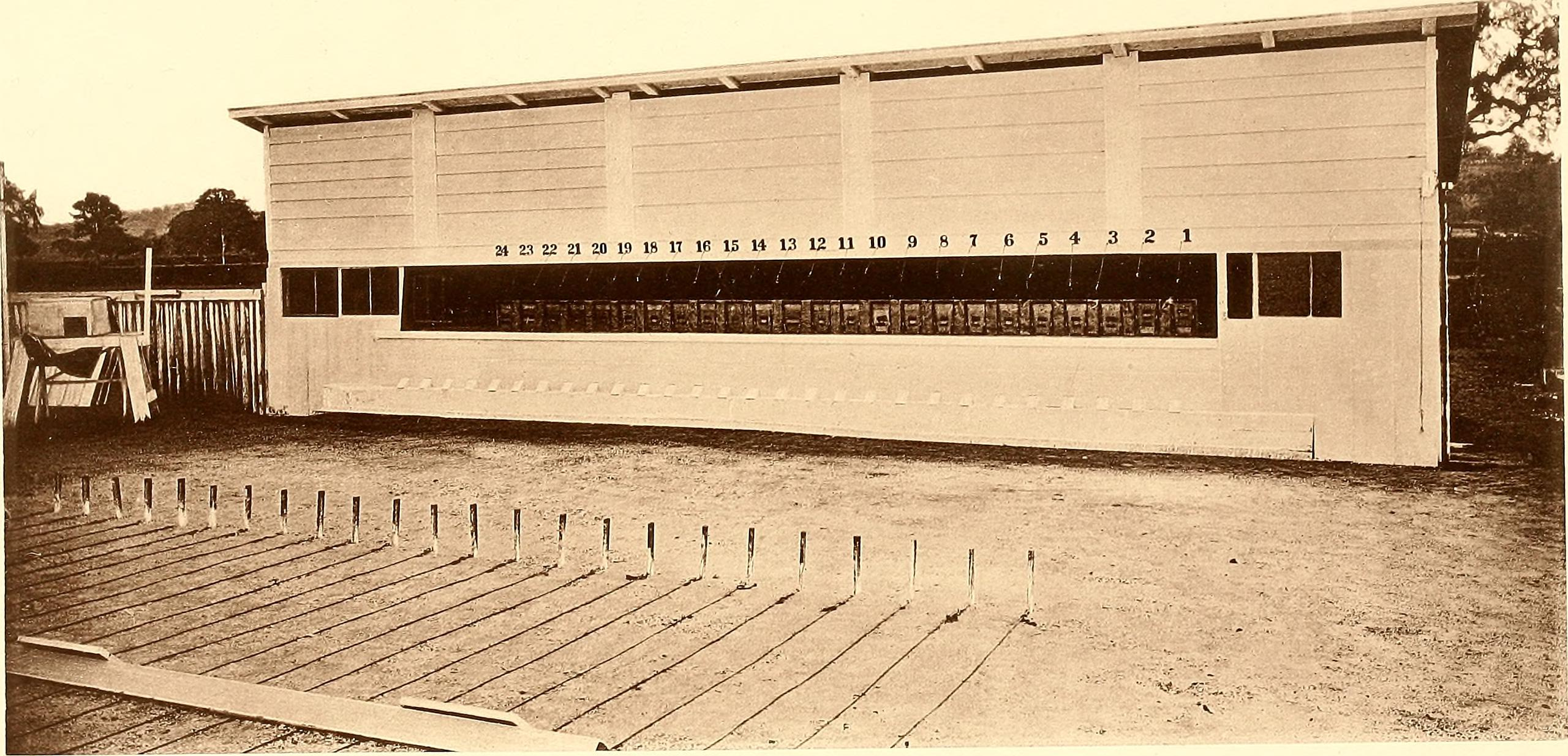
Камери, встановлені на фермі

Він розташував камери вздовж шляху, паралельного руху коня. Майбрідж використав 24 камери, відстань між якими становила 27 дюймів (69 см). Фотографії зроблено послідовно з інтервалом 1/25 с, при цьому швидкість затвора була розрахована не менш ніж на 1/2000 с. Жокей Домм змусив коня рухатися галопом, він скакав зі швидкістю 36 миль/год (58 км/год).
На кількох фотографіях коня дійсно знято з чотирма піднятими над землею ногами (с. 86-87), а за послідовного демонстрування фотографії створювали ефект руху, тобто фільму. Майбрідж виготовляв відбитки знімків на місці; коли представники преси помітили на знімках порвані ремені на сідлі Саллі, вони переконалися в справжності відбитків.
Хоча ходили чутки, що Стенфорд зробив велику ставку на результат дослідження, історик Філіп Продгер сказав: «Я особисто вважаю, що історія цієї ставки є вигаданою. Немає жодних свідчень очевидців про те, що ці ставки коли-небудь траплялися. Все це чутки й інформація з других рук».
1878 року цю серію знімків випущено повсюдно, вони стали відомі не тільки в США, але й у Європі. За зауваженням історика кіно Жоржа Садуля: «Вони викликали захоплення вчених-дослідників і обурення художників-академістів, які стверджували, що фотооб'єктив „бачить“ неправильно».

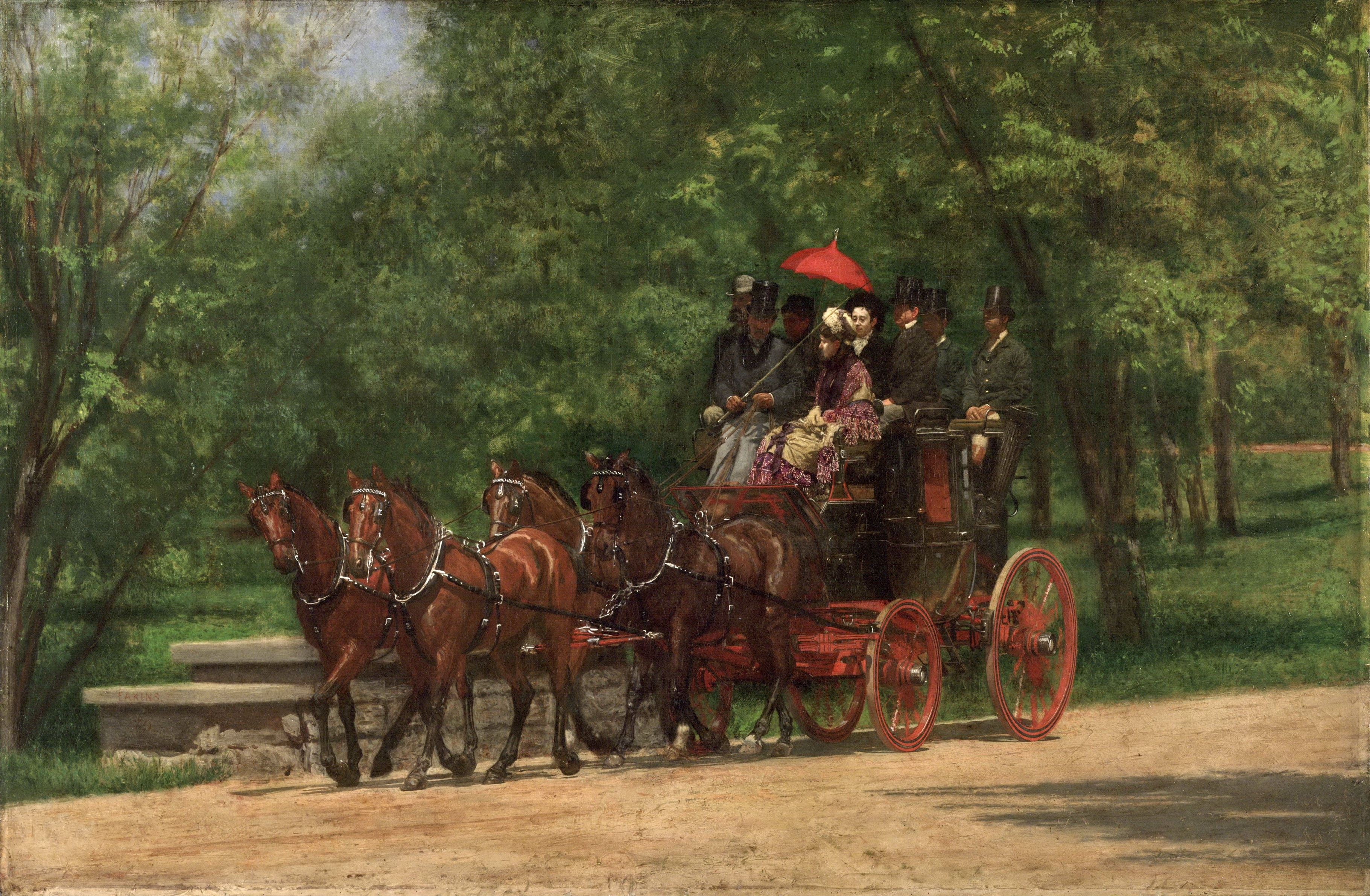
Томас Ікінс. «Травневий ранок у парку», 1879. Музей мистецтв Філадельфії

Визначний американський художник-реаліст Томас Ікінс і викладач (учень академіста Жерома, відомого своїм інтересом до анімалістики) на основі серії фотографій Майбріджа зробив слайди для використання в навчальних цілях. 1879 року Ікінс написав картину «Травневий ранок у парку», що зображає упряжку з чотирьох коней, анатомічне положення ніг яких відтворено за фотографіями Майбріджа.
У 1878—1882 роках досліди тривали, в їх ході усувалися недоліки і помилки початкового методу. Так, довелося зіткнутися з занадто великою міцністю шнурів, які не розривалися в потрібний момент, а стягували з місця і перекидали кабіни, апарати, пластинки і навіть самих операторів, а мотузки, протягнуті через бігову доріжку, лякали деяких тварин. Крім того кінь, крок якого нерівномірний, за цього способу сам визначав момент експозиції, і таким чином знімки здійснювалися не через певні, строго рівні проміжки.

## Наслідки

Анімація серії фотографій

Інший кінь у галопі, Енні Дж.

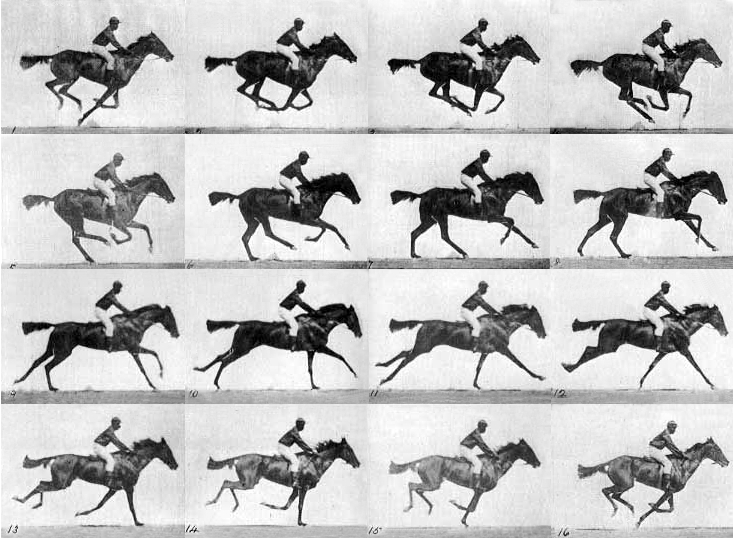
Кінь Енні Дж. у галопі

1880 року Майбрідж почав переглядати кольорові версії своїх записів за допомогою свого зоопраксископа. Того ж року він виступив з презентацією в Каліфорнійській школі мистецтв; це була найраніша з відомих демонстрацій кінофільмів. У лютому 1888 року після лекції в штаті Нью-Джерсі Майбріджа відвідав уражений виступом Томас Едісон, який нещодавно винайшов фонограф. Винахідник запропонував об'єднати фонограф і зоопраксископ в один пристрій, але досягнутої домовленості так і не реалізували. Незабаром Едісон подав патентну заявку на «кінетоскоп», що поклав початок історії кінематографа.
У Європі знімки Майбріджа справили глибоке враження, зокрема й на художників-анімалістів і баталістів. Зокрема такі фотографії використовували Мейссоньє і Едґар Деґа. Мейссоньє, побачивши ці знімки, зрозумів, що положення ніг коня на них не збігалося з академічними канонами: «фотографія спростовувала Рафаеля, Ораса Верне і Жеріко». З цього приводу зав'язалося листування між мільйонером і одним з найдорожчих на той час художників, після чого Стенфорд відправив Майбріджа, з метою продемонструвати його досягнення, в Європу, де його роботи вже «отримали такий резонанс, що прибуття в Париж було подією». За допомогою зоопраксископа він провів у Маре показ для наукових кіл.
У вересні 1881 року Мейбрідж показав свої роботи в розкішному особняку Мейссоньє, де з цього приводу був присутній «весь Париж». Після того як показали фотографії і дехто став обурюватися неправдоподібністю зображених поз, у майстерні натягли екран, на який проєктувалося зображення за допомогою чарівного ліхтаря особливої конструкції, в який вставили скляні пластинки з малюнками, зробленими за миттєвими фотографіями коня в галопі: «Коли стало темно, малюнки на екрані ожили. Найнедовірливіші здалися перед очевидністю. Коли ці, на перший погляд неправдоподібні, малюнки прийшли в рух, вони виявилися цілком природними і нормальними». Ця вистава, через особливий склад глядачів, набула всесвітньої популярності: настільки, що історик американського кіно Террі Ремзі (1885—1954) назвав його першою демонстрацією рухомих фотографій, якій, як вказує Садуль, «передували численні генеральні репетиції».
1882 року в Англії Майбріджа чекав успіх ще більший, ніж у Франції. Він замінив свій перший апарат проєкційним праксиноскопом, випущеним винахідником Емілем Рено, який мав ще кращі демонстраційні характеристики. За допомогою апарату Рено в Лондоні провели демонстрацію в присутності принца Вельського, фізіолога Томаса Гакслі, прем'єр-міністра Вільяма Ґладстона, поета Альфреда Теннісона та інших знаменитостей і представників найвищого світу.
Цього ж року Стенфорд залучив до проєкту, з метою вдосконалення затвора, інженера Джона Д. Ісаакса, якому вдалося створити автоматичне пристосування для знімань, використовуючи механізм швейцарських музичних скриньок.
1882 року стосунки між Майбріджем і Стенфордом погіршилися. Стенфорд замовив книгу «Кінь у русі: миттєві знімки» (англ. The Horse in Motion: as Shown by Instantaneous Photography), яку пізніше написав його друг, верхівець Дж. Д. Б. Стіллман. У книзі стверджувалося, що в ній наведено «моментальні» фотографії, однак насправді ілюстраціями були фотографії Майбріджа. Про нього в книзі згадувалося лише в додатку, як про працівника Стенфордського університету, який написав звіт. Як наслідок, британське Королівське товариство мистецтв, яке раніше погодилось фінансувати подальші експерименти Майбріджа з фотографування тварин у русі, відкликало фінансування. Його позов проти Стенфорда суд відхилив. На думку Садуля, охолодження відносин між ними викликало тріумфальне повернення Майбріджа з Європи.
Як зазначав Жорж Садуль, історія замовчує, чи виграв мільйонер своє парі, після всіх понесених ним витрат, що складали на той час суму близько $40 000:
|  | Але ця примха зробила його принаймні всюди відомим і разом з тим якимись невідомими шляхами вже віщувала, що Каліфорнія стане світовим центром кінематографії, так само як шалене захоплення тюльпанами в Голландії XVII століття підготувало цю країну до народження величезної квіткової промисловості. |

Незабаром Майбрідж отримав підтримку Пенсильванського університету, який заснував спеціальний комітет з оцінення наукової цінності робіт фотографа. Університет опублікував його роботу у вигляді великого портфоліо із 780 коллотипій під назвою «Локомоція тварин: електро-фотографічне дослідження послідовних фаз руху тварин», 1872—1885. Пластини мали розміри 19 на 24 дюйми; загальна кількість зображень становила близько 20 000. Опубліковані листи включали 514 людей і тварин в русі: 27 пластин з рухом жінок, 16 з рухом дітей, 5 пластин з рухом дорослих чоловіків та 221 з тваринами.
Джакомо Балла, один з засновників італійського футуризму, використовуючи досліди Майбріджа і Маре, створив серію картин «Штудії дівчинки, що вибігає на балкон» (1912), де фази руху не тільки чергувалися, але й накладалися одна на одну. Таким чином виражалася футуристична концепція передання руху.
Фотоексперимент з конем згадав в одній зі своїх книг математик Яків Перельман.
Експеримент «Саллі Гарднер» став темою для Google Doodle 9 квітня 2012 року (до 182-ї річниці від дня народження Майбріджа).